# Atwoodsche Fallmaschine

Funktionsschema der Fallmaschine

Die atwoodsche Fallmaschine wurde 1784 von George Atwood entwickelt. Sie wurde als Nachweis für die Gesetze der gleichmäßig beschleunigten Bewegung konzipiert. Mit ihr kann man mit einfachen Mitteln statt der Fallbeschleunigung eine beliebig verringerte Beschleunigung erhalten.

## Beobachtung einer gleichmäßig beschleunigten Bewegung mit a<g

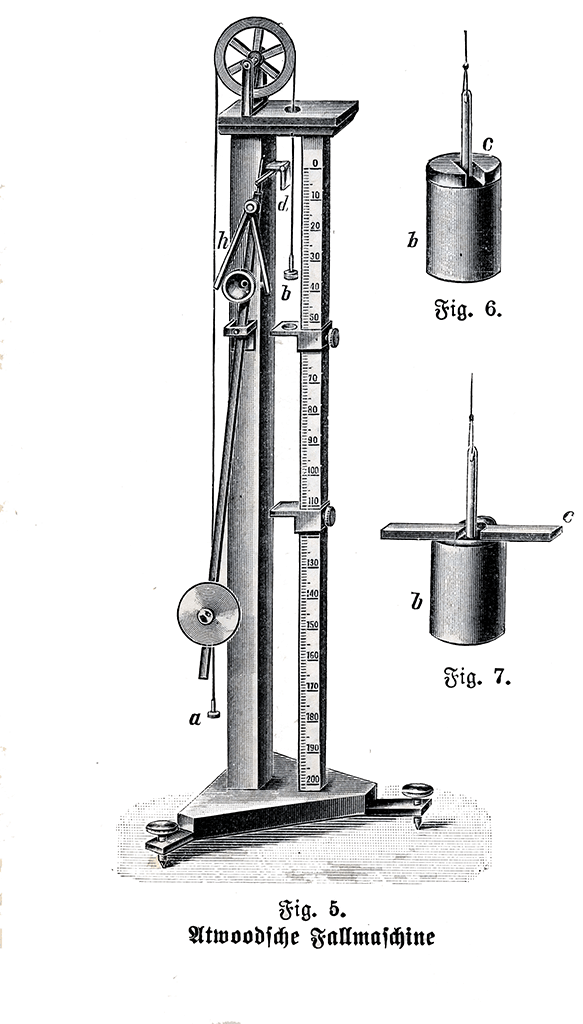
Zeichnung der atwoodschen Fallmaschine

Zwei Massestücke ({\displaystyle M_{1}} und {\displaystyle M_{2}}) sind über eine drehbare Rolle mit einer Schnur verbunden. Die Rolle und die Schnur werden als masse- und reibungslos betrachtet. 
Für die weitere Betrachtung wird bei beiden Massenstücken die gleiche Masse {\displaystyle M} vorausgesetzt, es herrscht also zunächst ein Kräftegleichgewicht. Dann hängt man an eines der beiden Massestücke ein weiteres Massestück der Masse {\displaystyle m}, es ergibt sich eine gleichmäßig beschleunigte Bewegung. Der Wert der Beschleunigung lässt sich wie folgt berechnen:
{\displaystyle a={\dfrac {m}{2M+m}}g}
Zur Begründung dieser Formel betrachtet man die Gewichtskräfte auf beiden Seiten, die sich als Produkt der jeweiligen Masse und der Fallbeschleunigung {\displaystyle g} berechnen lassen. Auf einer Seite (in der rechten Skizze links) erhält man den Kraftbetrag {\displaystyle F_{1}=(M+m)g}, auf der anderen Seite (in der rechten Skizze rechts) den Kraftbetrag {\displaystyle F_{2}=Mg}. Da die Kräfte entgegengesetzt wirken, ergibt sich der Betrag der Gesamtkraft durch Subtraktion:
{\displaystyle F=(M+m)g-Mg=mg}.
Da insgesamt die Masse {\displaystyle 2M+m} beschleunigt wird, ergibt sich aus dem zweiten newtonschen Gesetz
{\displaystyle (2M+m)a=mg},
womit die obige Formel für die Beschleunigung bestätigt wird.

## Systematische Fehler
Die oben angegebene Formeln gelten exakt nur unter idealisierten Bedingungen. Ein realer Aufbau weist eine Reihe von Abweichungen auf, die in die Genauigkeit einer Messung der Erdbeschleunigung eingehen.
- Die Umlenkrolle ist nicht masselos, hat also ein Trägheitsmoment. Bei einer Beschleunigung der Massen wird das Rad ebenfalls beschleunigt, nimmt kinetische Energie auf und bremst damit die Beschleunigung der Massen.
- Reale Seile dehnen sich bei Belastung, wobei die Dehnung in etwa proportional zur Belastung ist. Das Seil wird auf den beiden Seiten der Maschine unterschiedlich stark gedehnt. Während die Fallmaschine in Betrieb ist, wird immer mehr Seil auf die Seite des höheren Gewichts verlagert. Das heißt, die Gesamtlänge des Seils wird im Laufe des Betriebs größer. Außerdem nimmt die zusätzliche Dehnung des Seils potentielle Energie auf.
- Das Lager weist eine gewisse Haftreibung auf. Diese Haftreibung muss durch das Drehmoment überwunden werden, welches die unterschiedlichen Massen auf die Rolle ausüben. Dies bedeutet eine untere Grenze für die Differenz der Gewichte, mit der die Maschine noch funktioniert.
- Das Lager der Rolle ist auch in Bewegung nicht völlig frei von Reibung. Die Reibung ist näherungsweise proportional zur Winkelgeschwindigkeit der Rolle. Eine weitere Quelle für Reibung ist die Dehnung des Seils, während es auf der Rolle umläuft. Die durch diese Reibung verbrauchte Energie steht nicht mehr zur Beschleunigung der Massen zur Verfügung.
- Wenn die Maschine nicht im Vakuum betrieben wird, wird Energie umgewandelt. Die Luftreibung steigt näherungsweise mit dem Quadrat der Geschwindigkeit. Auch diese Energie steht nicht mehr für die Bewegung der Massen zur Verfügung und führt damit zu einer geringeren Beschleunigung.
- Die beiden Abstände zur Erdoberfläche verändern sich und damit ändert sich die Erdanziehungskraft, denn in der Nähe der Erdoberfläche nimmt g um etwa 3,1 µm/s² pro gestiegenem Meter ab, weil die Fallbeschleunigung proportional zum Quadrat des Abstandes vom Erdmittelpunkt abnimmt.

## Schwingende atwoodsche Maschine

Bewegung einer schwingenden atwoodschen Maschine mit Massenverhältnis M/m = 4,5

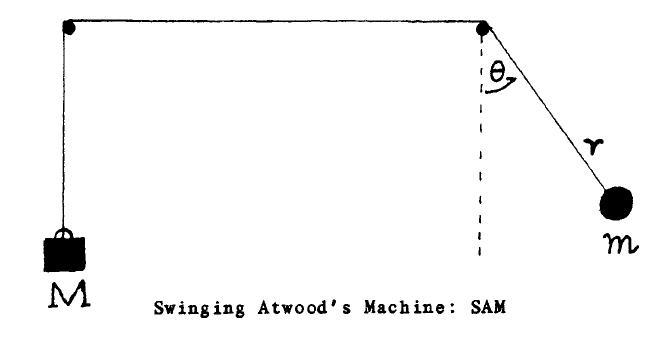
Schwingende atwoodsche Maschine (SAM)

Eine schwingende atwoodsche Maschine (abgekürzt auch SAM) ist so aufgebaut, dass eine der beiden Massen in der gemeinsamen Ebene der Massen schwingen kann. Bei gewissen Verhältnissen der beteiligten Massen ergibt sich ein chaotisches Verhalten. Die schwingende atwoodsche Maschine besitzt zwei Freiheitsgrade der Bewegung, {\displaystyle r} und {\displaystyle \theta }.
Die Lagrange-Funktion einer schwingenden atwoodschen Maschine ist:
{\displaystyle L(r,\theta )=T-V={\frac {1}{2}}M{\dot {r}}^{2}+{\frac {1}{2}}m({\dot {r}}^{2}+r^{2}{\dot {\theta }}^{2})-gr(M-m\cos(\theta )),}
Dabei bezeichnet {\displaystyle g} die Erdbeschleunigung, {\displaystyle T} und {\displaystyle V} die kinetische und potentielle Energie des Systems.